# Scarlett (jugadora de videojuegos)
Sasha Hostyn (Kingston, Ontario; 14 de diciembre de 1993) conocida como Scarlett, es una jugadora profesional de videojuegos canadiense. Inició como jugadora de StarCraft II y Dota 2.

## Carrera
Hostyn creció en Kingston, Ontario jugando videojuegos como pasatiempo durante su infancia y adolescencia, en 2011 comenzó a asistir a torneos profesionales; durante sus encuentros ha conseguido vencer a varios profesionales del videojuego StarCraft, tuvo su papel más significativo en el Red Bull Battle Grounds del 2014 quedando finalista. Con respecto a su identidad de género (es una mujer transgénero), Hostyn ha dicho que "no tiene ninguna relevancia en absoluto con respecto a cómo juega" y que "siempre ha tratado que no sea un asunto". Scarlett esta dentro del libro Guinness de récords como la jugadora profesional de videojuegos con más ganancias del mundo, el honor le fue concedido en octubre de 2015.